# Rathaus Eibenstock

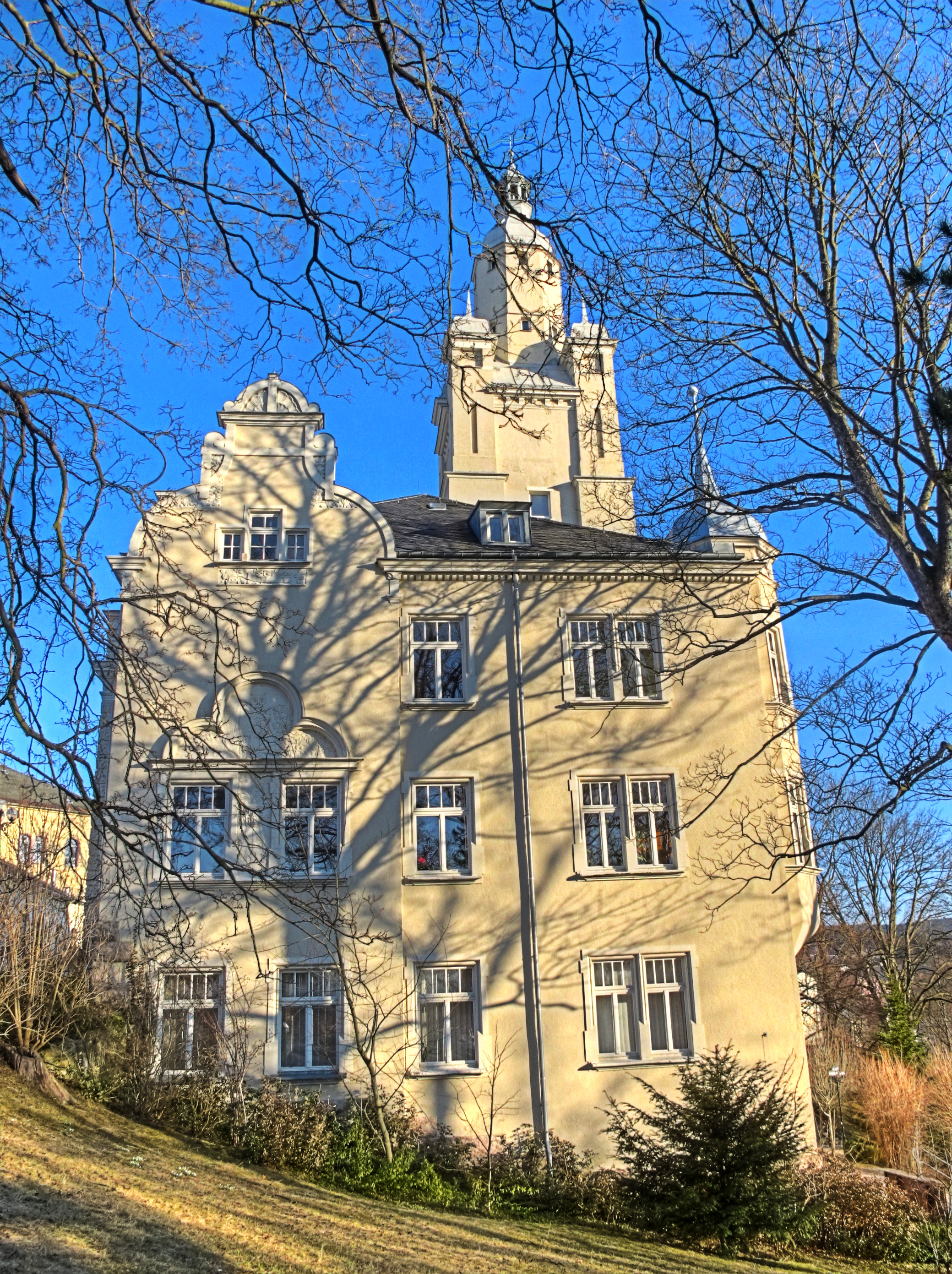
Rathaus, Ansicht von der Westseite

Das Rathaus Eibenstock ist ein im Jahr 1907 fertiggestelltes Gebäude als Sitz für die Stadtverwaltung von Eibenstock. Es handelt sich um den vierten Rathausbau in der Geschichte der Stadt. Das Bauwerk entstand nach Plänen des Architekten Arthur Lützner.

## Geschichte

### Vorläuferbauten
Ein erstes Verwaltungsgebäude für die Ratsherren von Eibenstock stammt aus dem Beginn des 16. Jahrhunderts. Es befand sich am Ring, dem mittelalterlichen Markt, und war zunächst im Besitz des Hammermeisters Hans Dietzen. Nachdem die Stadt ihm das Haus im Jahr 1568 abgekauft hatte, wurde es geringfügig umgebaut und diente als Verwaltungssitz. Dem dreistöckigen steinernen Gebäude mit Schmuckfassade wurde 1577 ein Glockentürmchen aufgesetzt. Bereits 1580 erfolgte eine bauliche Erweiterung durch Zukauf des Nachbarhauses aus dem Eigentum des Bürgers Hans Siegel. Im Dreißigjährigen Krieg erlitt das Rathaus solche Zerstörungen, dass es schließlich abgerissen werden musste. Im Jahr 1646 wurde ein neues zweistöckiges Gebäude unter Leitung des Baumeisters Philipp Martin fertiggestellt. Es befand sich gegenüber der Kirche am Marktplatz (dem heutigen Kirchplatz). Der zweite Stadtbrand von 1862 vernichtete das Bauwerk samt den meisten darin aufbewahrten Dokumenten aus der Stadtgeschichte. Alle angrenzenden Gebäude wurden ebenfalls ein Raub der Flammen, so dass am Ende des 19. Jahrhunderts das ganze Areal völlig neu bebaut wurde. 

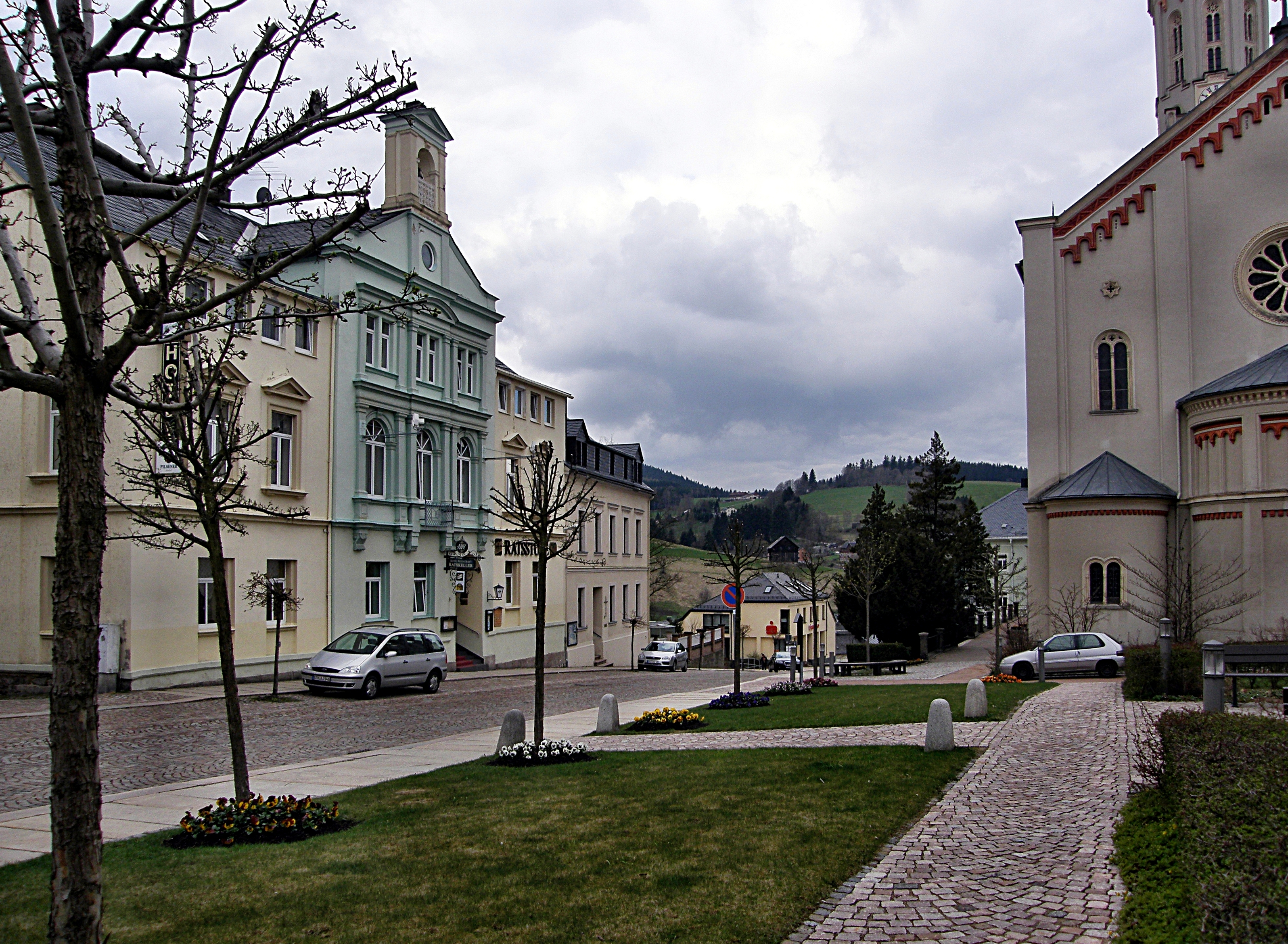
Altes Rathaus aus dem 19. Jh. (linke Seite), heute Hotel; am rechten Bildrand: St. Oswald-Kirche

Nun musste auch wieder ein neues Rathaus her, man baute es am alten Standort im spätklassizistischen Stil. Das Gebäude hat einen fast so hohen Turm wie die gegenüber vorhandene Stadtkirche (siehe Bild).

### Das Rathaus von 1906/1907
Das sprunghafte Wachstum der Wirtschaft der Stadt, insbesondere die Gründung von Stickereibetrieben und Industriefabriken, verbunden mit dem Anschluss der Stadt an das neue Eisenbahnnetz, führte in kurzer Zeit zu einer Vervielfachung der Einwohnerzahlen. Damit wuchsen auch die Aufgaben der kommunalen Verwaltung immens und die Zahl der Beamten stieg entsprechend. Das vorhandene Ratsgebäude reichte nicht mehr aus, so dass als Interimslösung die Verwaltung in zwei Straßen (Schulstraße und Bergstraße) weitere sieben Räumlichkeiten für ihre Aufgaben anmieten musste. Es gab im Jahr 1903 bereits neben dem Bürgermeister 26 Ratsherren als Beamte und neun Stadtschreiber. Am 14. Dezember 1905 wurde deshalb beschlossen, ein neues Ratsgebäude zu errichten. 
Der Stadtbaumeister Arthur Lützner lieferte die Pläne für das nun vierte Rathaus der Stadt Eibenstock. Als Standort wurde ein aufgelassener Abschnitt des alten Kirchhofs zwischen der Inneren Auerbacherstraße (heute Schönheider Straße) und der Haberleithe bestimmt, den die Stadt bereits im Jahr 1901 für rund 23.000 Mark erworben hatte. (Die darauf befindlichen Erbbegräbnisse früherer Bürgerfamilien wurden nur oberflächlich eingeebnet, nicht beseitigt. Bei Bodenarbeiten im Jahr 2004 an der Nordseite des Rathauses wurden einige gut erhaltene Anlagen wieder frei gelegt.)
Die Grundsteinlegung wurde am 6. Juni 1906 feierlich vollzogen. Die Zeremonie nahmen der Amtshauptmann Demmering, der Bürgermeister Adolf Hesse, der Stadtbaumeister Lützner und der Stadtverordnetenvorsteher Kaufmann Gustav Diersch vor. Die Einweihung des neuen Rathauses erfolgte am 31. Oktober 1907 mit der Übergabe des Goldenen Schlüssels durch den Baumeister an den Bürgermeister. Die geplanten Baukosten betrugen etwa 150.000 Mark, schließlich musste jedoch ein Kredit in Höhe von 300.000 Mark dafür aufgenommen und später getilgt werden.

## Beschreibung
Die Grundfläche des Rathauses beträgt 34 mal 14,5 Meter. Im Norden und im Süden gibt es je einen Haupteingang und im Osten einen Nebeneingang. Das Bauwerk ist in drei Etagen über einem Kellergeschoss an einem Berghang errichtet worden. Auf der hangabwärts gelegenen Südseite beträgt die Hauptsimshöhe 14,5 Meter, auf der Nordseite dagegen nur 9 Meter. Der Turm in der Fassadenmitte hat eine Höhe von etwa 50 Metern. Das gesamte Ensemble mit seinem Interieur steht unter Denkmalschutz. 

### Außenarchitektur
Die Fassadengestaltung folgt dem Stil des Historismus, was besonders an den Säulen am Eingangsbereich aber auch an den Erkern und Türmchen gut zu erkennen ist. Das in hellem Putz gehaltene Ziegelbauwerk weist an der Ostseite drei Ziergiebel auf, an der Westseite dagegen Eckerker mit einem oberen Abschluss mit Turmhelmchen.
Der das Stadtbild überragende Rathausturm sitzt mit einer quadratischen Grundfläche mittig über dem Südflügel des Gebäudes. In einer Höhe von etwa 30 Metern gibt es einen umlaufenden Sims, darüber eine weithin sichtbare Turmuhr. Der Turm gliedert sich dann in vier schlanke Ecktürmchen, während der Mittelteil als achteckige, mit einem Kupferhelm versehene, Laterne endet.
Über dem bogenförmigen Eingangsportal auf der Südseite befindet sich die eingemeißelte Inschrift „Eintracht innen – außen Friede“. 

### Innengestaltung
Die Eingangshallen auf der Nord- und auf der Südseite werden von einem Kreuzgewölbe gebildet. Darin sind symbolische Darstellungen zu finden wie in der Nordhalle das zu Beginn des 20. Jahrhunderts verwendete Stadtwappen (Kleeblatt, Rechen, Dreschflügel, bekrönt mit einem Brustschild und der Krone des sächsischen Königs). 
Weitere Innenelemente wie die Türen, das Treppenhaus oder die Decken sind im Jugendstil ausgeführt. Hierbei sind besonders großflächige florale Darstellungen auffallend. An der Ausgestaltung beteiligten sich auch Handwerkerinnungen, Vereine oder wohlhabende Bürger durch Spenden. 
Der große Ratssaal hat ein hölzernes Tonnengewölbe, ein über acht Fensterelemente gestaltetes Glasbild zu den Themen „Kraft und Mut“, „Aufopferung“ und „Wahrheit und Gerechtigkeit“ sowie eine Kaminecke und eine umlaufende hölzerne Galerie. In den 1970er Jahren fiel ein Teil der Einrichtung dieses Raumes der Renovierung zum Opfer. Er dient nicht nur als Sitzungssaal für die Stadtverwaltung, sondern wird auch für Eheschließungen und Vorträge genutzt. 
Als Schmuckstücke der gesamten Innenausstattung gelten die Bleiglasfenster aus verschiedenen Kunstwerkstätten. Die Glasmalermeister Bruno Urban (Dresden), Max Pechstein und Karl Schulz lieferten Werke, die als besonders künstlerisch wertvoll eingestuft werden.

### Umgebung
Auf dem Hanggelände rund um das Rathaus wurde ein Park angelegt, der mit unterschiedlichen Baumarten bepflanzt ist und heute zu den gärtnerischen Kleinodien der Stadt gezählt wird.
Auf der größeren Fläche vor der Südseite, im Zentrum einer quer angelegten Freitreppe, befindet sich der „Mennelbrunnen“, der einen aus Feldsteinen gemauerten Stolleneingang darstellt.

## Nachspiel
Das dritte Rathaus am Kirchplatz ist erhalten geblieben. Es wird seit den späten 1990er Jahren als Hotel genutzt. Der Name der darin eingerichteten Gaststätte Ratskeller erinnert an die Geschichte des Hauses.